# Свети мученици Крискент, Павле и Диоскорд
Свети Крискент, Павле и Диоскорд и Јеладије, су хришћански мученици који су спаљени у Риму 244. или 326. године. 
Ови свети мученици су живели у Риму. Својим учењем многе пагане тога доба су крстили и увели у хришћанство. Због тога су ухапшени и затворени у тамницу, где су тешко мучени. И у тамници су многе крстили и привели вери Исуа Христа. На крају су бачени у ужарену пећ и тако страдали .
Стари Римски и Британски мартирологији стављају њихову смрт у Коринт.
Православна црква помиње свете мученике Крискента, Павла, Диоскорда и Јеладија 28. маја.